# Ödön Lechner

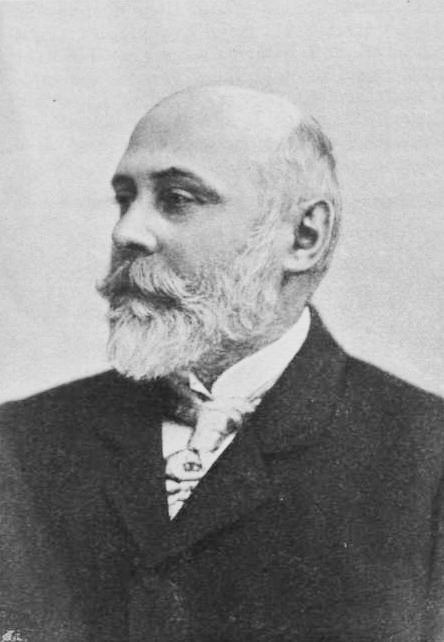
Ödön Lechner

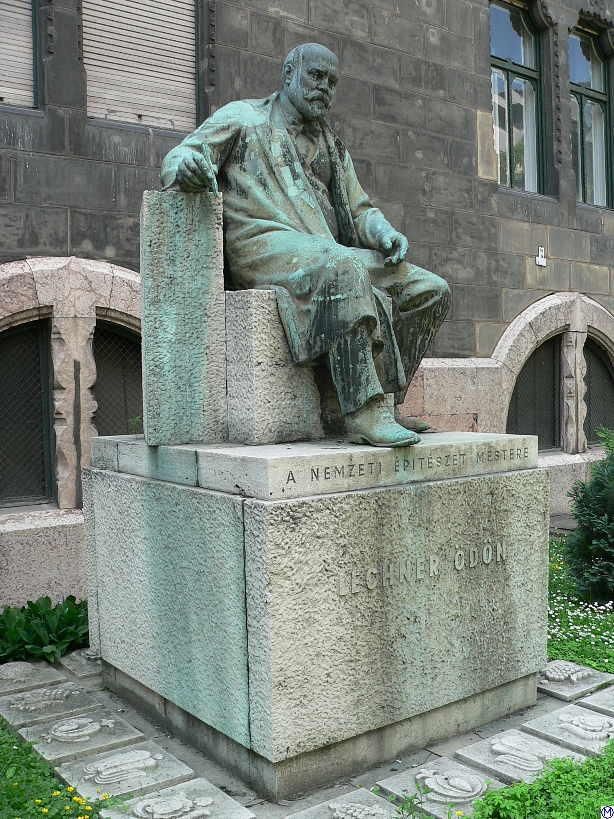
Denkmal für Ödön Lechner, Budapest

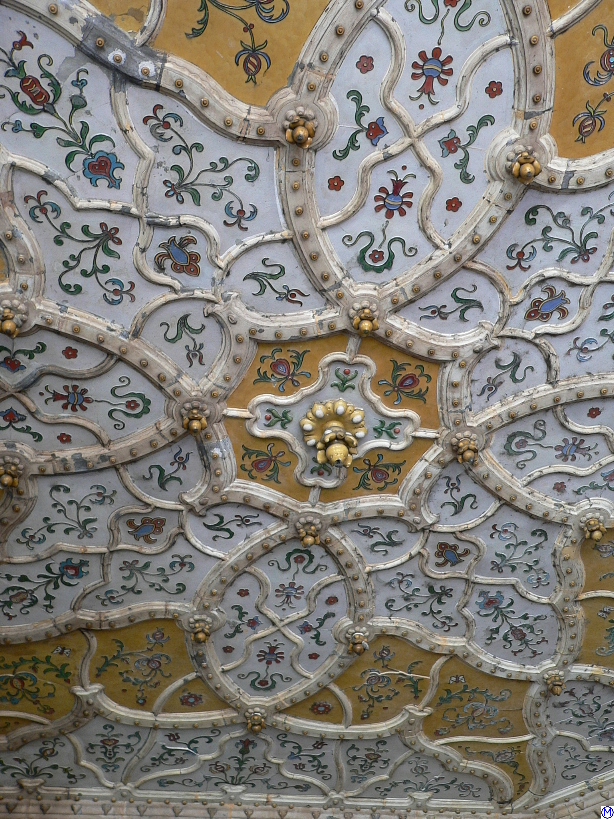
Decke im Eingangsbereich des Budapester Kunstgewerbemuseums

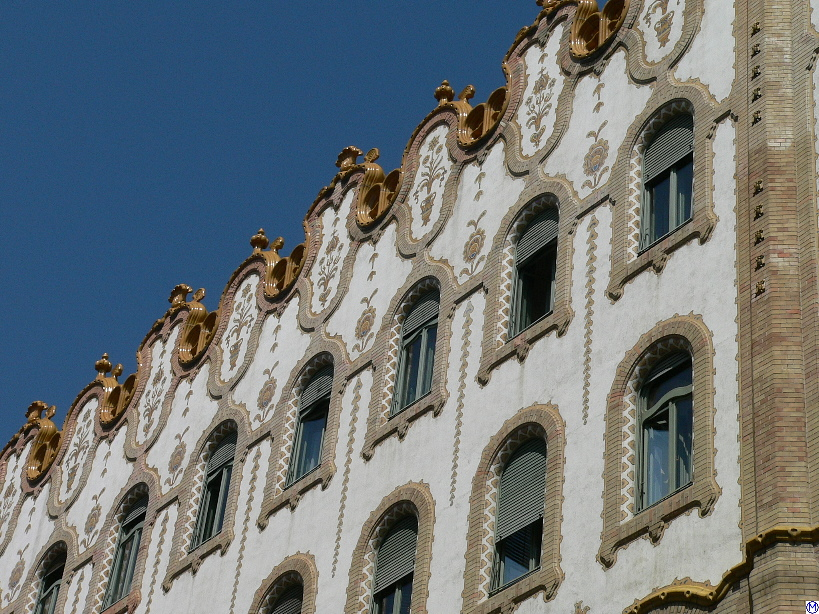
Details an der Postsparkasse

Ödön Lechner (* 27. August 1845 in Buda, Kaisertum Österreich; † 10. Juni 1914 in Budapest, Österreich-Ungarn) war ein ungarischer Architekt, der aufgrund seiner vom Jugendstil beeinflussten Bauten eine große Bekanntheit erlangte.

## Leben
Aus den Kirchenbüchern von Budapest und Leopoldschlag (Oberösterreich) ergibt sich folgendes Bild: Die Familie Lechner (ursprünglich Lehner) lässt sich von Budapest nach Leopoldschlag bis ins ausgehende 16. Jahrhundert zurückverfolgen. Mathias Lehner (1597–1682) war Richter in Leopoldschlag. Sein Urenkel, Simon Lehner (geb. 1698), zog von Leopoldschlag nach Pest. Sein Sohn, Johannes Lechner (geb. 1732 in Pest), war Maurer und heiratete 1772 Juliane, eine Tochter des Maurers Anton Zitterbarth. Ein Enkel des Maurers Johannes Lechner, Joannes Nepomuk Ludovicus Lechner (1812–1884), war Rechtsanwalt und besaß eine Ziegelei. Er ist der Vater von Ödön Lechner.
Ödön Lechner studierte in Berlin Architektur. 1875 bis 1878 lernte er in Paris die Formensprachen des Art Nouveau kennen. Zusammen mit seinem Freund Vilmos Zsolnay, dessen Familie eine Manufaktur für Baukeramik betrieb, war er der Erfinder des „Pyrogranit“ genannten Materials, einem grüngrauen granitartigen Kunststein, den Lechner bei seinen Bauten gern verwendete. An seinen Bauten fanden zahlreiche Elemente aus dieser Manufaktur Verwendung. An den Entwürfen zu seinen Bauten war häufig Gyula Pártos beteiligt.
Mehrere Großbauten entstanden im letzten Jahrzehnt des 19. Jahrhunderts, als Ungarn sich auf sein Nationalgefühl besann und viele Bauten in Budapest entstanden. Bereits mit dem Bau des Rathauses in Szeged fand er große Anerkennung und setzte in Budapest Maßstäbe mit dem Bau des Kunstgewerbemuseums, das von floralen Elementen dominiert wird. Die Inneneinrichtung wurde 1920 weiß übertüncht, um nicht von den Exponaten abzulenken. Ein weiterer großer Bau entstand mit dem Gebäude für das geologische Institut der Universität, heute Geologisches Museum. Mit der Postsparkasse, die heute Teil des Gebäudes der Nationalbank ist, entstand ein weiteres Prunkstück des Jugendstils in Budapest. Hier setzte er die Idee eines eigenen ungarischen Nationalstils um. Er stand damit im Gegensatz zu Otto Wagner, der in Wien ebenfalls ein Gebäude für die Postsparkasse errichtete, jedoch die Auffassung vertrat, dass moderne Bauten in Großstädten unabhängig von nationalen Überlegungen auszugestalten seien.
In seinen Bauten verwendete Lechner, der auch Mitbegründer des Ungarischen Werkbundes war, Schmuckelemente aus der ungarischen Volkskunst, deren Quellen in der Zeit des ungarischen Nationalismus in Persien oder Indien vermutet wurden.
In der Rezeption seiner Werke wird er als früher Vertreter der Secession in Ungarn gesehen, einige vergleichen sein Werk mit dem von Antoni Gaudí. Die seit etwa 1975 hervorgetretene ungarische organische Architektur mit ihren Hauptvertretern Imre Makovecz und György Csete kann in ihrer Betonung des volkskünstlerischen und nationalen Elements als partielle Fortsetzung gewisser von Lechner geprägter Traditionen gesehen werden.
Ödön Lechner wurde auf dem Kerepesi Friedhof in Budapest bestattet (Feld 28).

## Bauten
- Rathaus (Szeged) (1882)
- Rathaus (Kecskemét) (1892–1894)
- Kunstgewerbemuseum, Budapest (1893–1896) gemeinsam mit Gyula Pártos
- Ladislauskirche, Budapest (1894–1896)
- Geologisches Museum, Budapest (1896–1899)
- Postsparkasse in Budapest (1899–1902), heute Teil der Nationalbank und nicht zu besichtigen.
- „Blaue“ Elisabethkirche Pressburg (1907–13)
- Sankt-Ladislaus-Gymnasium zu Kőbánya (1914–15)

## Galerie

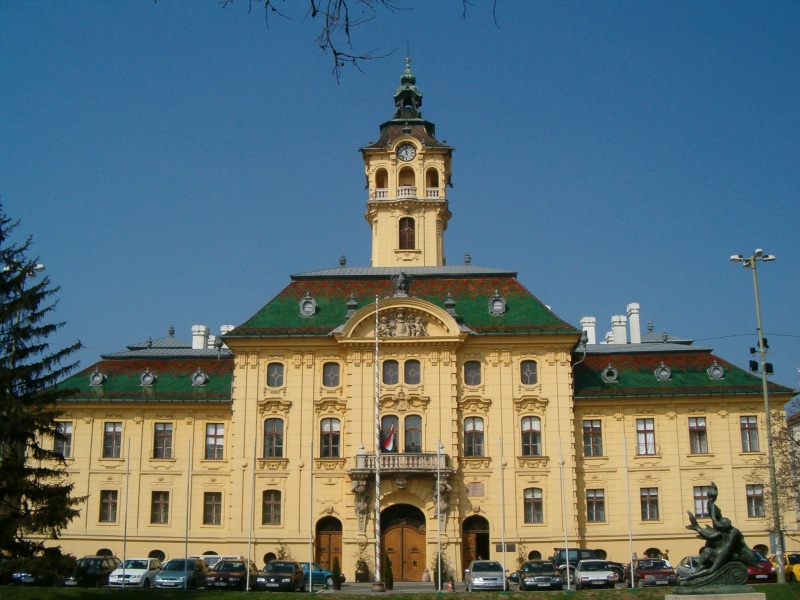
Rathaus, Szeged (1882–83)
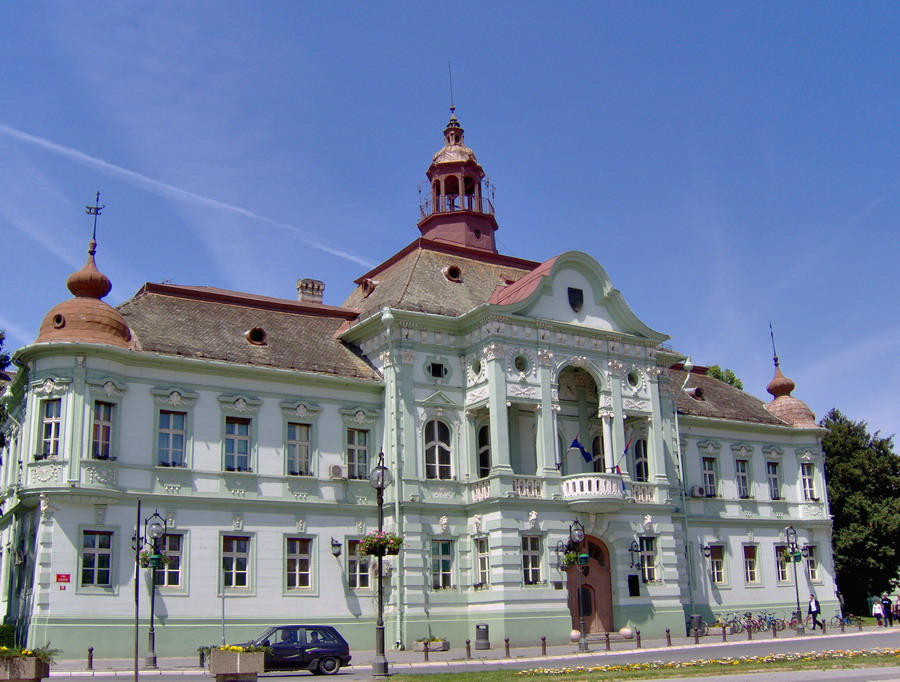
Rathaus, Zrenjanin, heutige Serbien (1885–86)
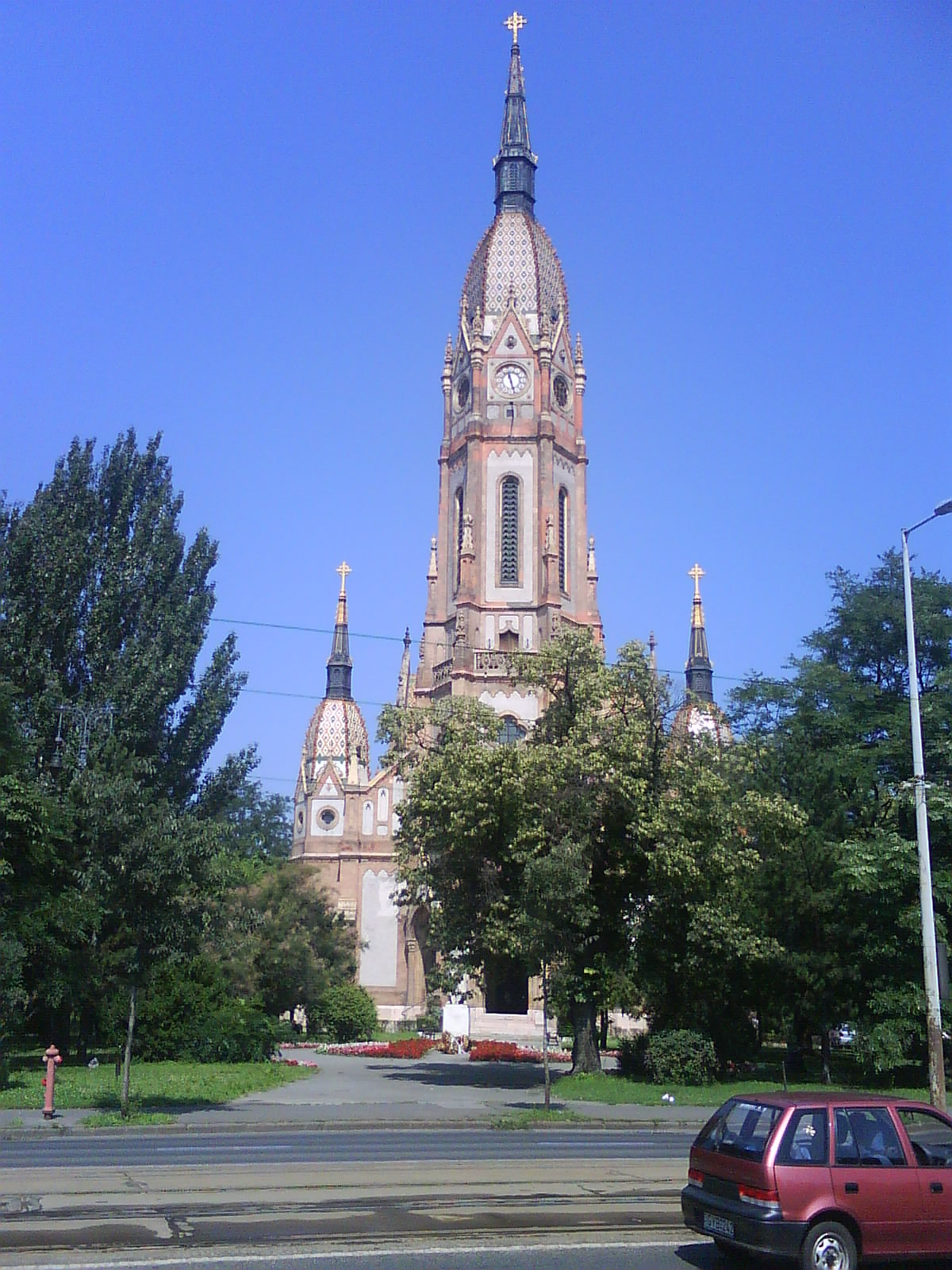
Sankt-Ladislaus-Kirche in Kőbánya (1891–96)
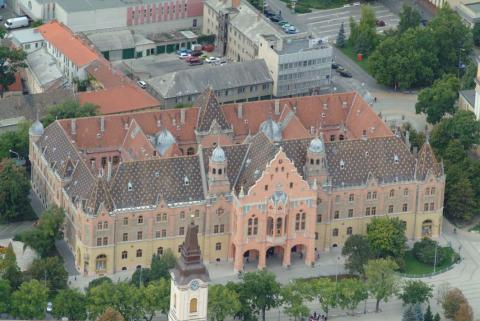
Rathaus (Kecskemét) (1892–94)
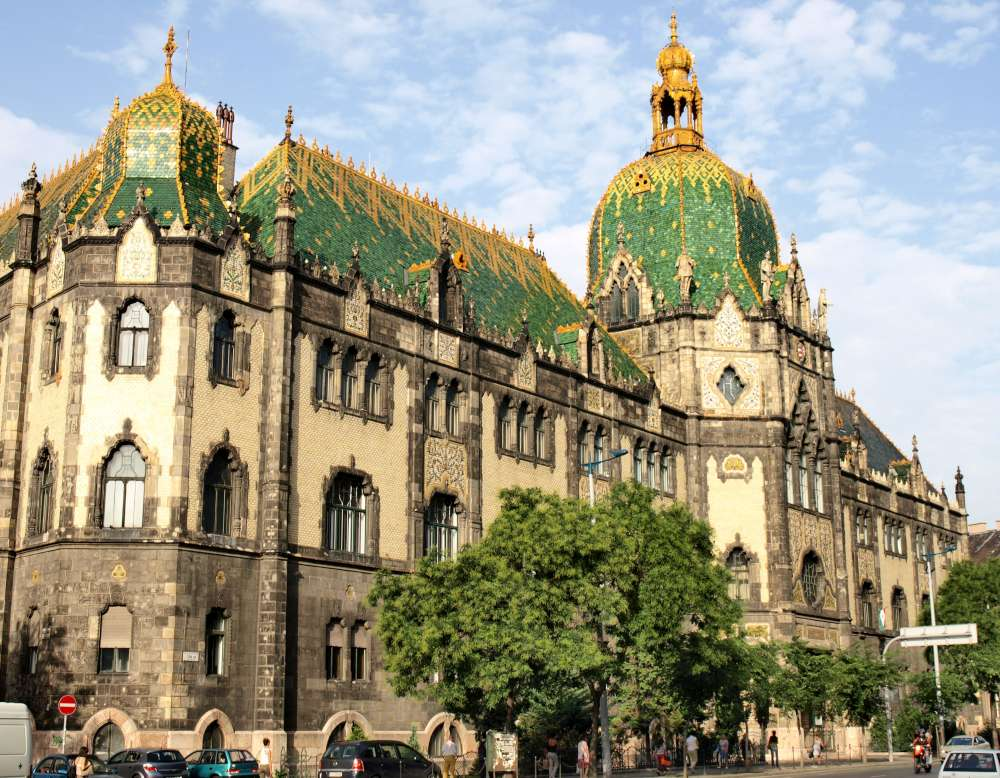
Ungarisches Museum für Kunstgewerbe, Budapest (1893–96)
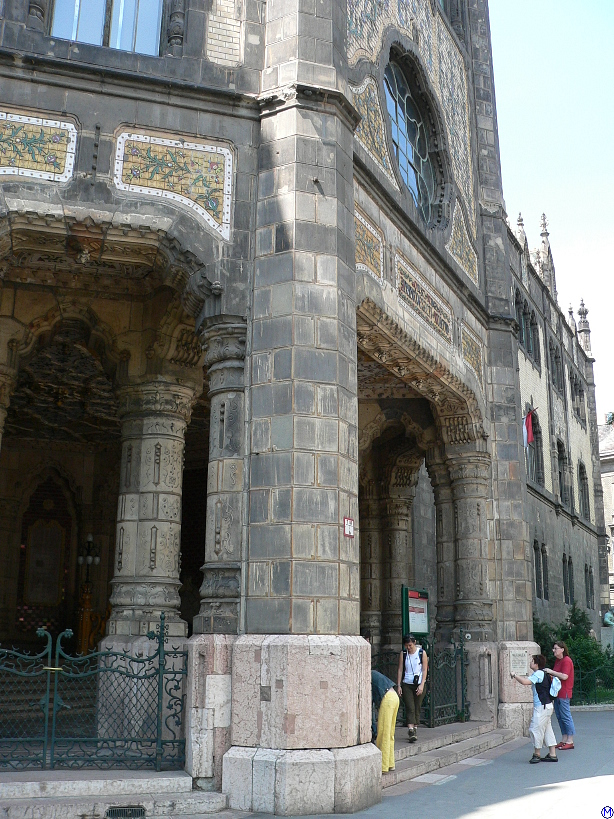
Eingang des Kunstgewerbemuseums
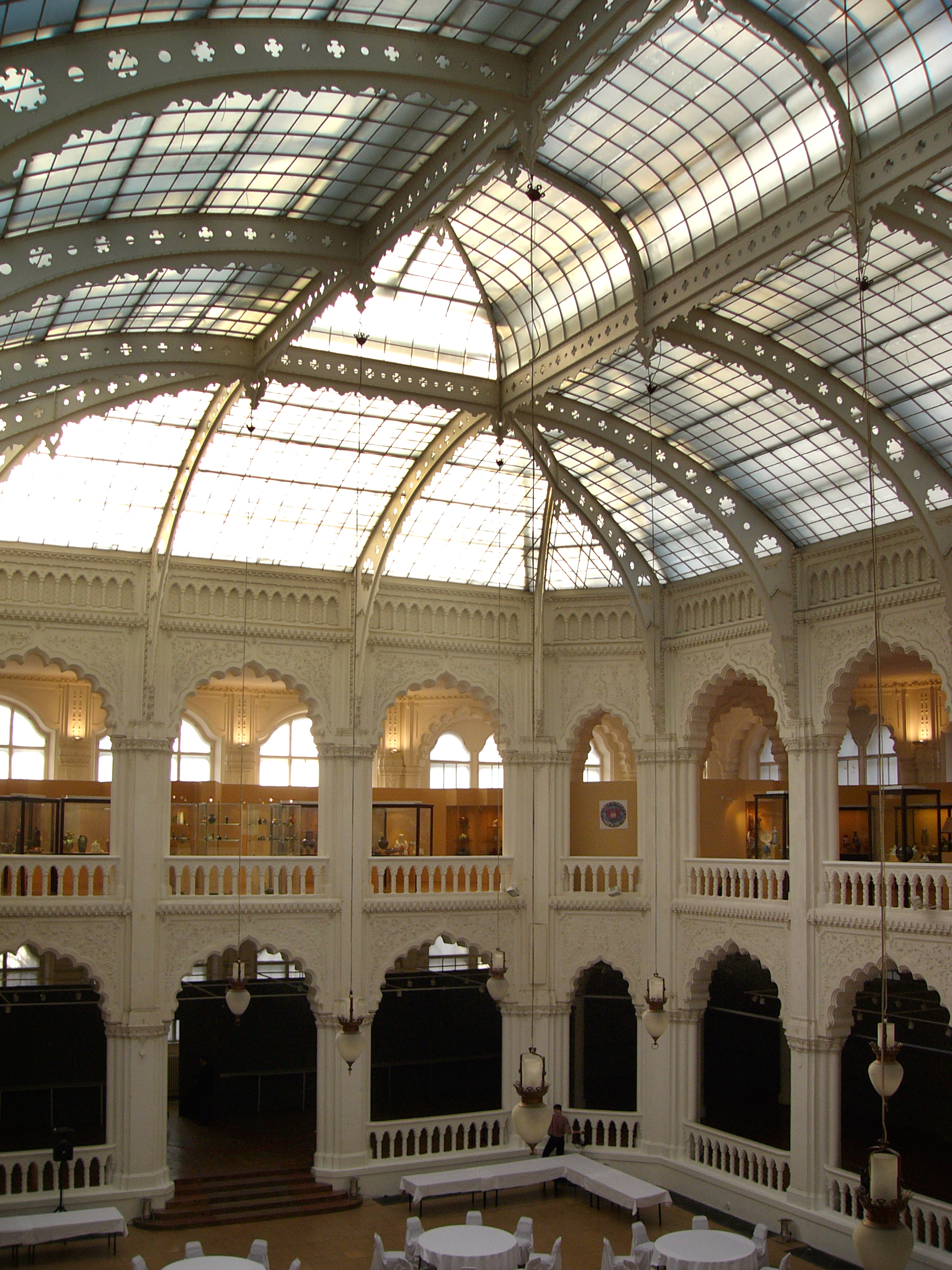
Halle des Kunstgewerbemuseums
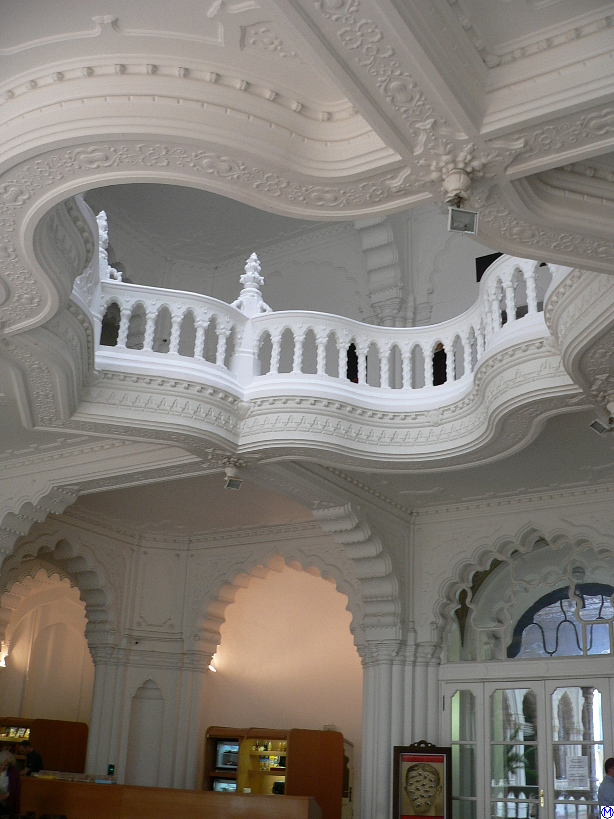
Halle des Kunstgewerbemuseums
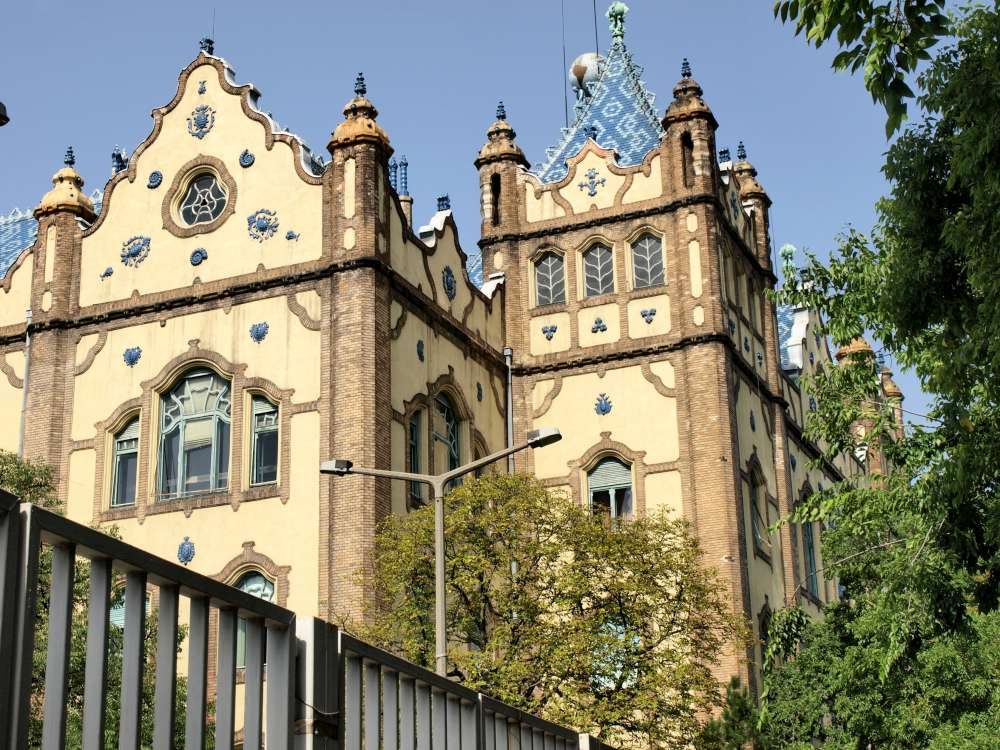
Geologisches Museum, Budapest (1896–99)
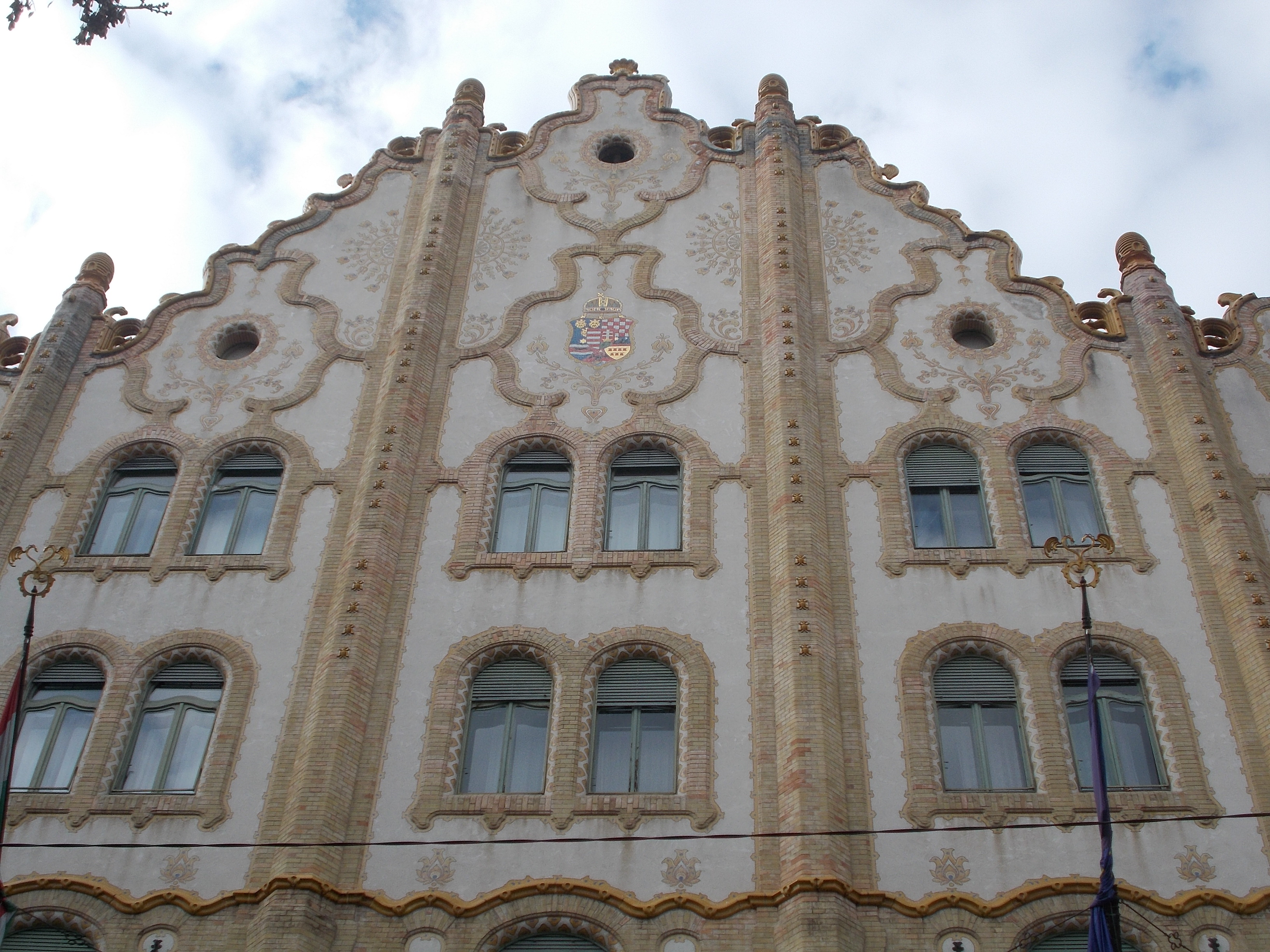
Postsparkasse (Budapest) (1899–1902)
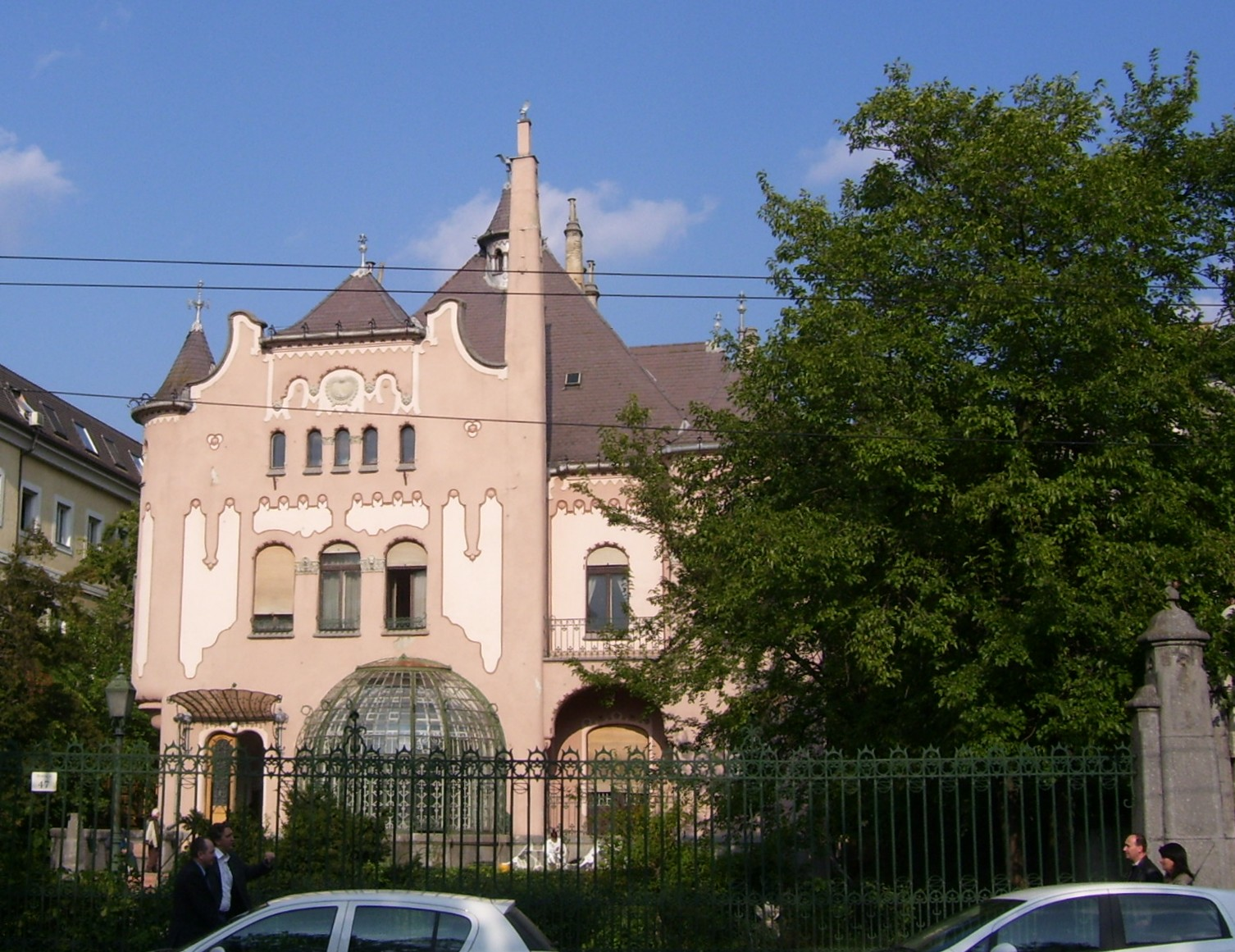
Villa, Budapest XIV. Herminastraße 47. (1905)
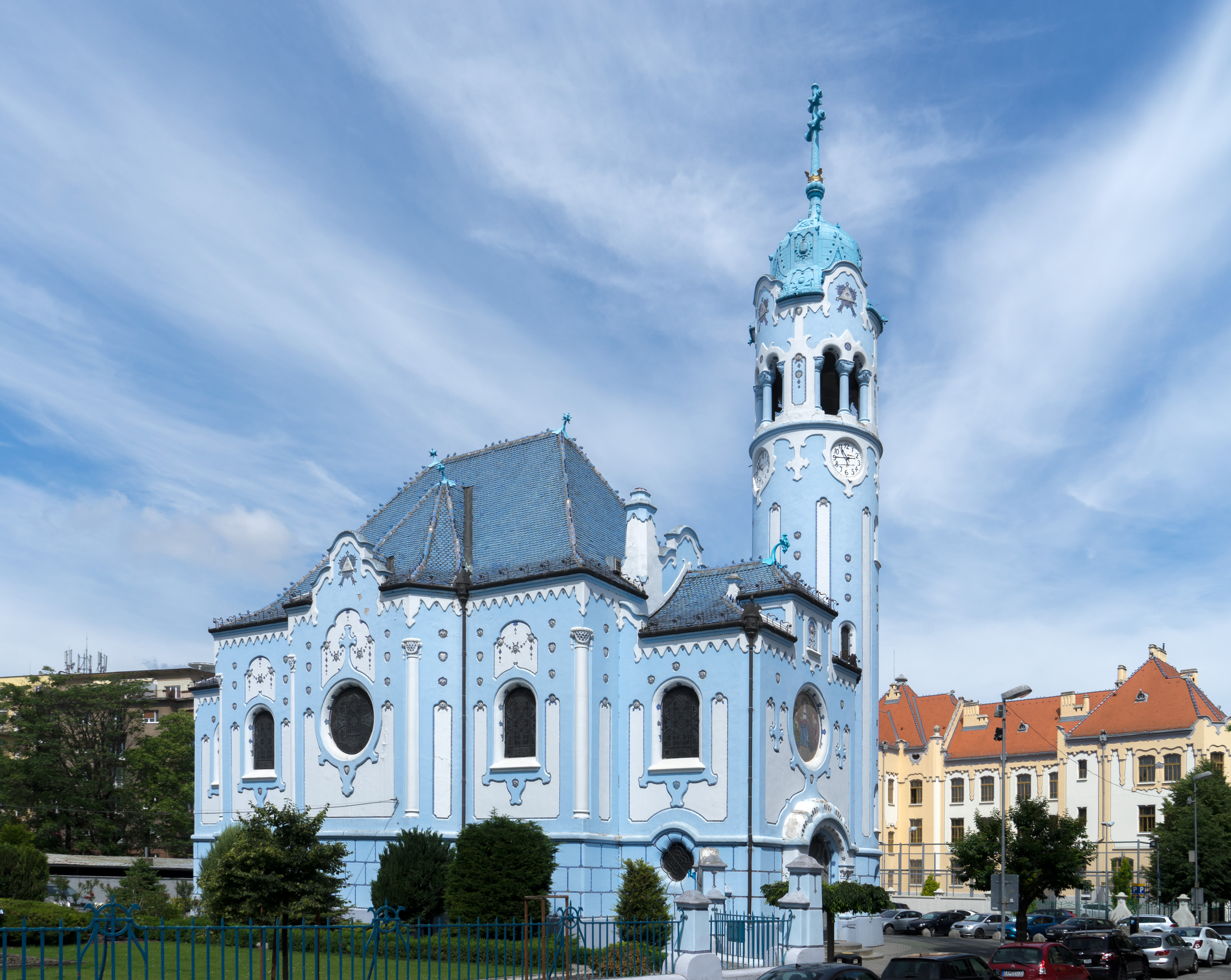
Elisabethkirche, Pressburg (1907–13)
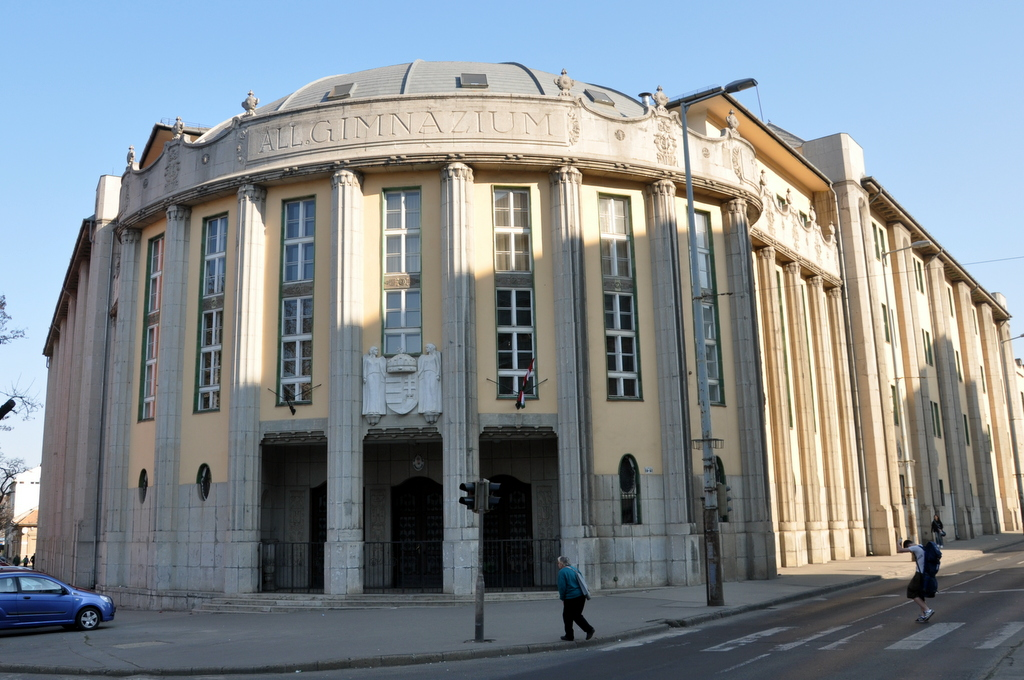
Sankt-Ladislaus-Gymnasium zu Kőbánya (1914–15)